# Coussin à neige
Pour les articles homonymes, voir Coussin (homonymie).
Un nivomètre à coussin, ou coussin à neige, est un appareil permettant de mesurer l'épaisseur du manteau neigeux, notamment pour les stations de mesure automatisées telles que SnoTel. Une autre application des coussins à neige est d’estimer le poids de la neige sur un toit pour avertir d’un risque d’effondrement de celui-ci.

## Description
Les nivomètres à coussin ont été développés au début des années 1960 pour les lieux d'accès dangereux et pour ceux où le coût d'un observateur météorologique est trop onéreux,. C'est une sorte de grand matelas étendu au sol et rempli d'un fluide dont on enregistre avec un transducteur la variation de pression hydrostatique due au poids de la neige qui s'accumule à sa surface,. On calcule à partir de cette donnée l'équivalent en eau du manteau neigeux,.

## Installation
Pour garantir des mesures précises le coussin à neige doit être horizontal, plat et protégé du vent. Il doit représenter une section représentative de la couverture neigeuse. Il faut éviter que les abords soient en pentes raides ou comportent de gros rochers à proximité immédiate du point de mesure car des glissements de neige ou des congères peuvent alors se produire et influencer les résultats de mesure. Toute différence due aux effets à la bordure est minimisée par la grande dimension de l'appareil, généralement 9 m2. Pour mesurer la pression de la neige sur les toits un coussin de neige plus petit (par exemple 1 m × 1 m) est préférable en raison de son poids.